# Patrick Bruzzichessi
Patrick Bruzzichessi est un footballeur né le 9 mars 1960 à Gonfaron. Il a notamment évolué à l'OGC Nice où il jouait en tant que défenseur.